# IC 219
IC 219 ist eine Elliptische Galaxie vom Hubble-Typ E4 im Sternbild Walfisch südlich des Himmelsäquators. Sie ist schätzungsweise 226 Millionen Lichtjahre von der Milchstraße entfernt und hat einen Durchmesser von etwa 65.000 Lichtjahren.
Im selben Himmelsareal befinden sich u. a. die Galaxien NGC 881 und NGC 883.
Die Typ-Ia-Supernova SN 2005dm wurde hier beobachtet.
Das Objekt wurde das Objekt am 17. November 1887 vom US-amerikanischen Astronomen Frank Muller entdeckt.